# Kodeks Veitia

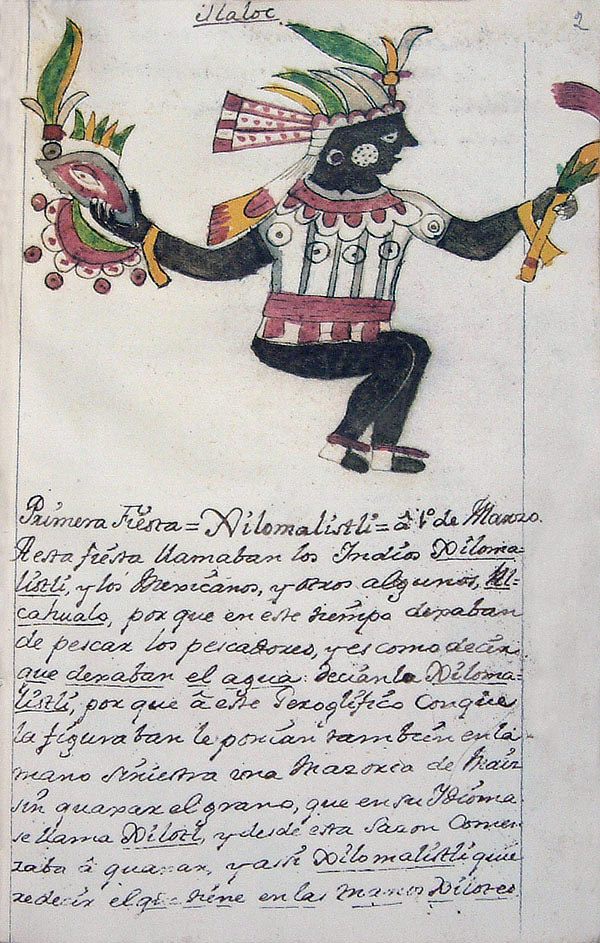
Strona z Kodeksu Veitia przedstawiająca boga Tlaloca.

Kodeks Veitia znany również jako Veytia  Codice,  Manuscript 215 lub manuskrypt Historia antigua de México – dokument średniowieczny opisujący życie codzienne i zwyczaje świąteczne azteków.
Kodeks Veitia napisany został w języku hiszpańskim na 138 stronach europejskiego papieru. Jest datowany na rok 1755, a jego autorem był mnich Mariano Veitia (Don Mariano Fernándex de Echevarría y Veytia). Autor urodzony w Puebla de los Angeles (Meksyk) był uczniem hiszpańskiego naukowca, archeologa  Lorenzo Boturini Benaducci, a jego dzieło było kontynuacją prac mistrza.
Kodeks Veitia składa się z sześciu części:
- 1 część – opisuje meksykański system rachunkowy;
- 2 część – dotyczy zwyczajów panujących podczas celebrowanych świąt;
- 3 część – opisywała bogów azteckich i ich główne świątynie;
- 4 część – poświęcona była chronologii założenia Meksyku;
- 5 część – dotyczyła kalendarza Ixtlilxochitl;

Na ostatnią szóstą część składają się notatki autora umieszczone na kalendarzu azteckim.
Kodeks Veitia był ostatnim rękopisem należącym do grupy Kodeksów Magliabecchiano.

## Historia
Kodeks Veitia powstał w XVIII wieku w Meksyku, skąd został wysłany na dwór króla Karola III. Obecnie znajduje się w Bibliotece Królewskiej w Madrycie.

## Publikacje
- Codice Veitia: Modos que tenian los Indios para celebrar sus fiestas en tiempos de la gentilidad z tomem uzupełniającym dotyczącym badań i  transkrypcji Jose Alcina Franch. wyd. Francisco Morale Padron